# Paul Klee
Pour les articles homonymes, voir Klee.
Paul Klee (prononcé /paʊ̯l kleː/) est un peintre de nationalité allemande né le 18 décembre 1879 à Münchenbuchsee (près de Berne en Suisse) et mort le 29 juin 1940 à Locarno (canton du Tessin en Suisse).
C'est un des artistes majeurs de la première moitié du XXe siècle. Il connaît ses premiers grands succès en 1917, pendant la Première Guerre mondiale. C'est un peintre et un pédagogue apprécié : dès septembre 1920, il est appelé à enseigner au Bauhaus de Weimar fondé par Walter Gropius, en 1919. En 1931, il est professeur à l'Académie des beaux-arts de Düsseldorf, d'où il est congédié en 1933 par les nazis qui l'attaquent violemment. Exilé en Suisse à partir de 1934, il demande sa naturalisation, mais elle n'est accordée qu'en 1940, quelques jours après sa mort.
Ses cendres ont été inhumées en 1946, au cimetière de la Schosshalde de Berne. C'est également à Berne que l'architecte Renzo Piano a édifié le Centre Paul-Klee, ouvert depuis le 20 juin 2005, et où l'on trouve une très grande variété des œuvres du peintre, depuis ses dessins jusqu'à ses marionnettes.
Son œuvre, que son fils Felix définit comme « énigmatique », a posé bien des questions aux critiques d'art, car elle suit un cheminement peu commun. De constructive qu'elle était au temps du Bauhaus, elle devient graduellement plus intuitive et, selon Antoni Tàpies, plus spirituelle : « Klee est en Occident un de ces privilégiés qui ont su donner au monde de l'art la nouvelle orientation spirituelle qui manque aujourd'hui où les religions semblent faire faillite. On pourrait voir en lui le parfait représentant de ce que Mircea Eliade appelle l'unique création du monde moderne occidental. »

## Biographie

### Années de formation
Ernst Paul Klee est né en Suisse, à Berne, tout en étant, comme son père, de nationalité allemande. Il est issu d'une famille de musiciens. Sa mère, Ida Klee-Frick, Suissesse de Besançon, a reçu une formation de chanteuse classique au conservatoire de Stuttgart. Son père, Hans Wilhelm Klee (1849-1940), est originaire de Basse-Franconie. Il enseigne la musique à l'école normale du canton de Berne. La famille s'établit à Berne, au no 6 d'Ostbergweg.
La plupart des biographies rapportent que c'est sa grand-mère maternelle qui l'a initié très tôt au maniement de la mine de plomb, du crayon et des pinceaux. Ses dessins d'enfant ont été en grande partie conservés et sélectionnés dès 1911 par Klee lui-même, qui les a inscrits dans le catalogue de ses œuvres en les qualifiant de dessins « fantaisistes illustratifs ».
Klee entre à l'école en 1886. À l'âge de sept ans, il commence l'étude du violon chez Karl Jahn. Très vite, il sait en jouer et il fait partie de l'orchestre des concerts par abonnement de la société de musique de Berne. Plus tard, au gymnase, le jeune homme a une prédilection pour les caricatures irrévérencieuses qu'il trace dans les marges des livres de classe. Adolescent rebelle, Paul se défoule dans le dessin, comme le montre un dessin à l'encre de Chine réalisé sur son cahier de littérature en 1897 (20,5 × 34,4 cm), collection Felix Klee.
À l'automne 1898, ayant terminé ses « examens de maturité » (baccalauréat), il est refusé à l'Académie des beaux-arts de Munich ; on le dirige vers l'atelier d'Heinrich Knirr (1862-1944), où il étudie le dessin figuratif. Klee devient très vite le « meilleur élève de Knirr », selon les dires du maître. En octobre 1900, Klee est admis à l'Académie des beaux-arts de Munich, dans l'atelier de Franz von Stuck. Il est dans la même classe que Vassily Kandinsky, toutefois les deux artistes n'ont pas d'affinité. Ils se rapprocheront vers 1911. Il s'y lie également d'amitié avec le Fribourgeois Jean-Édouard de Castella. Klee suit des cours d'histoire de l'art, d'anatomie et il apprend la technique de la gravure et de la sculpture.
En 1900, le jeune artiste se lie d'amitié avec la pianiste Lily Stumpf (*1876-†1946), fille d'un médecin munichois, avec laquelle il se fiance en 1901, avant de quitter Munich pour un séjour en Italie avec son camarade d'études, le sculpteur Hermann Haller. Il visite Rome, Naples, Florence, Gênes et il découvre que « la notion d'idéal dans le domaine des beaux-arts est tout à fait inactuelle ». Il se laisse prendre par le charme de l'architecture de la Renaissance, de Michel-Ange et des premiers maîtres du Quattrocento. Quelques voyages occasionnels le conduisent à Munich où il découvre, en 1904, Aubrey Beardsley, William Blake, Francisco Goya et James Ensor. À Berne, il voit des œuvres de Jean-Baptiste Corot.
À Paris, en 1905, il passe une quinzaine de jours en compagnie de Hans Bloesch et de Louis Moilliet. Il fait la connaissance des impressionnistes, à l'exception de Paul Cézanne et certains contemporains modernes, comme Henri Matisse ou André Derain. Il admire en particulier Édouard Manet, Claude Monet, Pierre Puvis de Chavannes et Auguste Renoir, mais aussi Francisco de Goya et Diego Vélasquez qu'il voit au musée du Louvre et au musée du Luxembourg.
C'est durant cette période qu'il réalise ses premiers fixés sous verre en gravant dans des plaques de verre peintes en noir. Il retourne à Munich à la fin de 1906 pour y épouser Lily Stumpf, avec qui il aura un seul fils, Felix, né en 1907 et mort en 1990.

### Premières œuvres

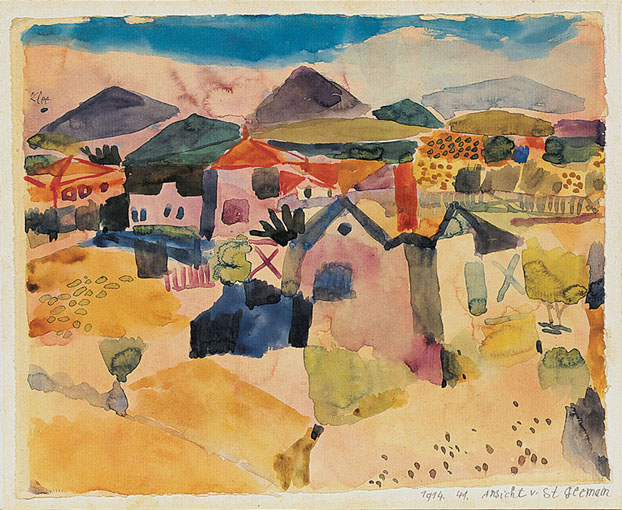
Vue de Saint-Germain (1914), aquarelle sur papier, Columbus Museum of Art (Columbus).

À Munich, en 1907, il visite de nombreuses expositions, dont celle des impressionnistes. « Contrairement à beaucoup de ses contemporains, Klee n'adopta pas le style des impressionnistes pour le dépasser ensuite, mais il vérifia leurs principes pour les intégrer à son expérience. La lumière, instrument de toute représentation telle que la concevaient les impressionnistes, n'était pas pour lui liée au problème de la couleur, Klee était plutôt préoccupé par les problèmes de tonalité, ce qui aboutit au développement de l'aquarelle noire. » À partir de là, le peintre se tourne davantage vers la peinture à l'huile.
Ses premières expositions ont lieu en 1910, au Musée des Beaux-Arts de Berne, à la Kunsthaus de Zurich et à la galerie de Winterthur. Il y présente 56 œuvres, pour la plupart des eaux-fortes qu'il nomme « peinture-dessins » et qui s'éloignent progressivement de ses dessins linéaires à la plume et des gravures. En cela, Intérieur (crédence) est caractéristique du tournant dans le style de l'artiste (1910), plume et taches de lavis (22,3 × 26,2 cm).
Lorsque l'exposition de Berne est transférée à Bâle en 1911, Alfred Kubin achète un dessin de Klee, qui fait cette année la connaissance d'August Macke. À Munich, Klee se fait connaître en même temps que d'importants artistes : Vassily Kandinsky, Franz Marc, Hans Arp, Marianne von Werefkin. Ceux-là mêmes participent à une exposition montée par Marc et Kandinsky : « Der Blaue Reiter », titre également donné à un livre paru en 1912. Cette exposition présente 43 tableaux dont ceux d'Henri Rousseau et de Robert Delaunay, qui attirent l'attention de Klee. Plus tard, le peintre sera lui-même très impliqué dans la recherche de la couleur, tout comme Delaunay.
Après la deuxième exposition du « Cavalier bleu », Klee sort de son isolement et se rend à Paris, chez Wilhelm Uhde, où il voit les œuvres de Robert Delaunay, Henri Rousseau, Georges Braque, Pablo Picasso, Maurice de Vlaminck. Un dialogue s'instaure entre Delaunay et lui. Klee traduit en 1913 une communication de Delaunay intitulée De la lumière, et il achève des illustrations pour le Candide de Voltaire. Dans la période qui suit, Klee mettra en pratique dans ses œuvres les principes exposés par Robert Delaunay dans sa communication.
En 1913, Paul Klee est cofondateur du mouvement artistique, la Münchner Neue Secession (Nouvelle Sécession de Munich), à l'instigation d'Albert Weisgerber, président, Wilhelm Hausenstein, Gustav Jagerspacher, et comprenant Alexi von Jawlensky, Vassily Kandinsky, Gabriele Münter et Alexander Kanoldt, notamment. La même année, il fait un voyage en Tunisie avec August Macke et Louis Moillet. C'est là qu'il a la « révélation de la couleur ». C'est l'aboutissement d'une recherche menée pendant dix ans, d'expériences et de luttes avec la couleur. Klee obtient des résultats satisfaisants qu'il consigne dans un journal de voyage. À Kairouan, il note : « La couleur me possède […] Je suis peintre. » (Journal 9 260).

### Premiers succès et la guerre
« Plus ce monde (d’aujourd’hui précisément) se fait épouvantable, plus l’art se veut abstrait, tandis qu’un monde heureux produit un art porté vers l’ici-bas. »

— Paul Klee, Journal

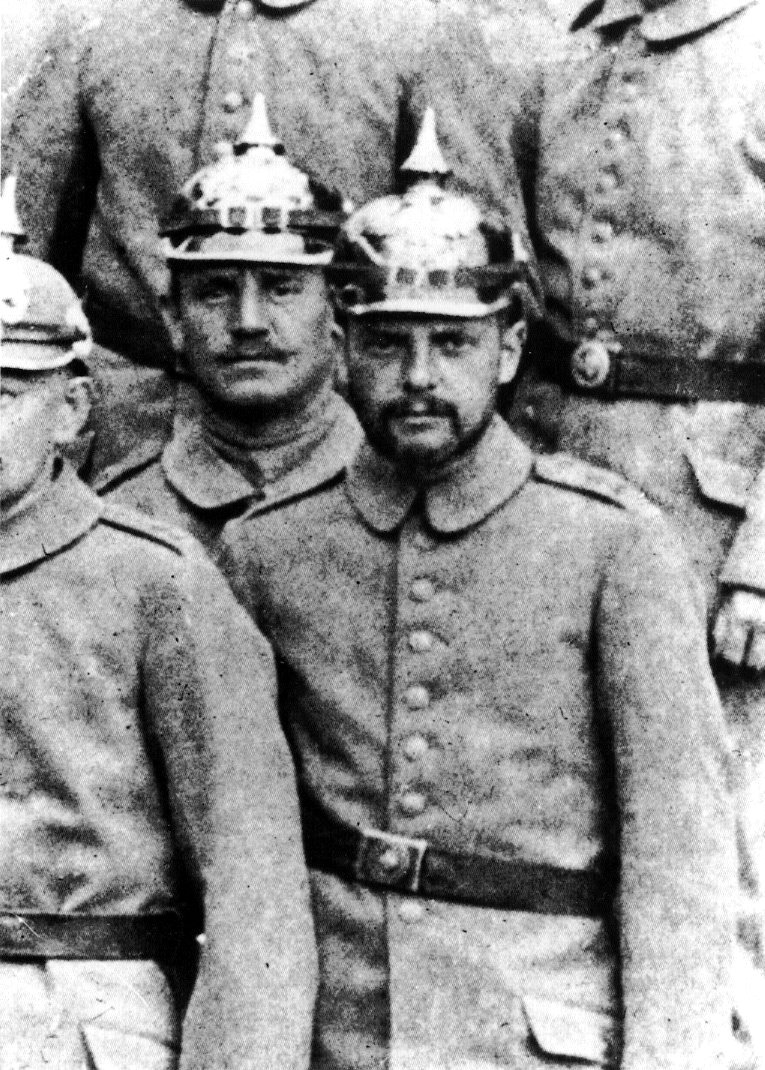

Mythe des fleurs (1918).

Klee retourne à Berne au moment de la déclaration de la Première Guerre mondiale. Jawlensky et Kandinsky s'exilent, tandis que Marc, Macke et Heinrich Campendonk sont mobilisés. Marc et Macke, engagés volontaires, sont tués. Klee reste à Munich et continue à peindre jusqu'en 1916, date à laquelle il rejoint l'armée où il est admis dans un régiment de réserve, ce qui lui laisse encore la possibilité d'exercer son art, de participer à des expositions et de vendre des tableaux,. Klee accompagne en 1917 un convoi de troupes à Nordholz, ville située en Basse-Saxe et, au retour, il rend visite au collectionneur Bernhard Koehler de Berlin.
Une exposition des tableaux de Klee est organisée en 1917 à la galerie Der Sturm de Berlin, ses œuvres obtiennent un grand succès, et le journal de la Bourse de Berlin fait paraître un article élogieux sur son travail. Klee a surtout envoyé des aquarelles de 1916 avec des motifs figuratifs. Mais le peintre dans lequel la critique voyait « l'artiste allemand le plus significatif depuis la mort de Marc » n'a plus jamais connu un succès pareil par la suite.
Cette exposition est un grand succès de vente pour Klee, qui ne semble pas concerné par la guerre. La critique parle de « l'indifférence de Klee devant les évènements qui secouaient le monde », ce qui est un malentendu. Klee a été initié aux idées du socialisme par son ami Fritz Lotman, professeur de droit, qui lui a fait connaître l'essai d'Oscar Wilde, L'Âme humaine et le socialisme. Klee a intégré la révolution dans son art. Sa correspondance avec Kandinsky montre qu'il est préoccupé par la guerre, mais qu'il s'attend comme beaucoup de gens à une rapide victoire des Allemands, dont il espère « qu'elle apportera à nouveau les moyens en audace et en argent, de la part des mécènes et des éditeurs écrasés par le poids des dernières années et qui manquent de courage ». Son point vue sera modifié après la mort de Macke.
Les conditions économiques et financières de l'Allemagne sont favorables aux classes possédantes qui se sont enrichies grâce à la vente d'armement, ce qui les pousse à placer leur capital dans l'art moderne, comme le souligne Otto Karl Werckmeister, qui considère que ce moment est celui dans lequel « l'art moderne qui, jusqu'à la guerre, avait été un défi jeté à la culture bourgeoise, rejoint cette culture dans une idéologie commune […] et c'est à cette guerre, qu'il croyait avoir condamnée, que Klee doit sa carrière. Klee est ici en pleine contradiction avec la revendication de liberté qu'il a exprimée en 1915 à travers sa théorie de l'abstraction ».

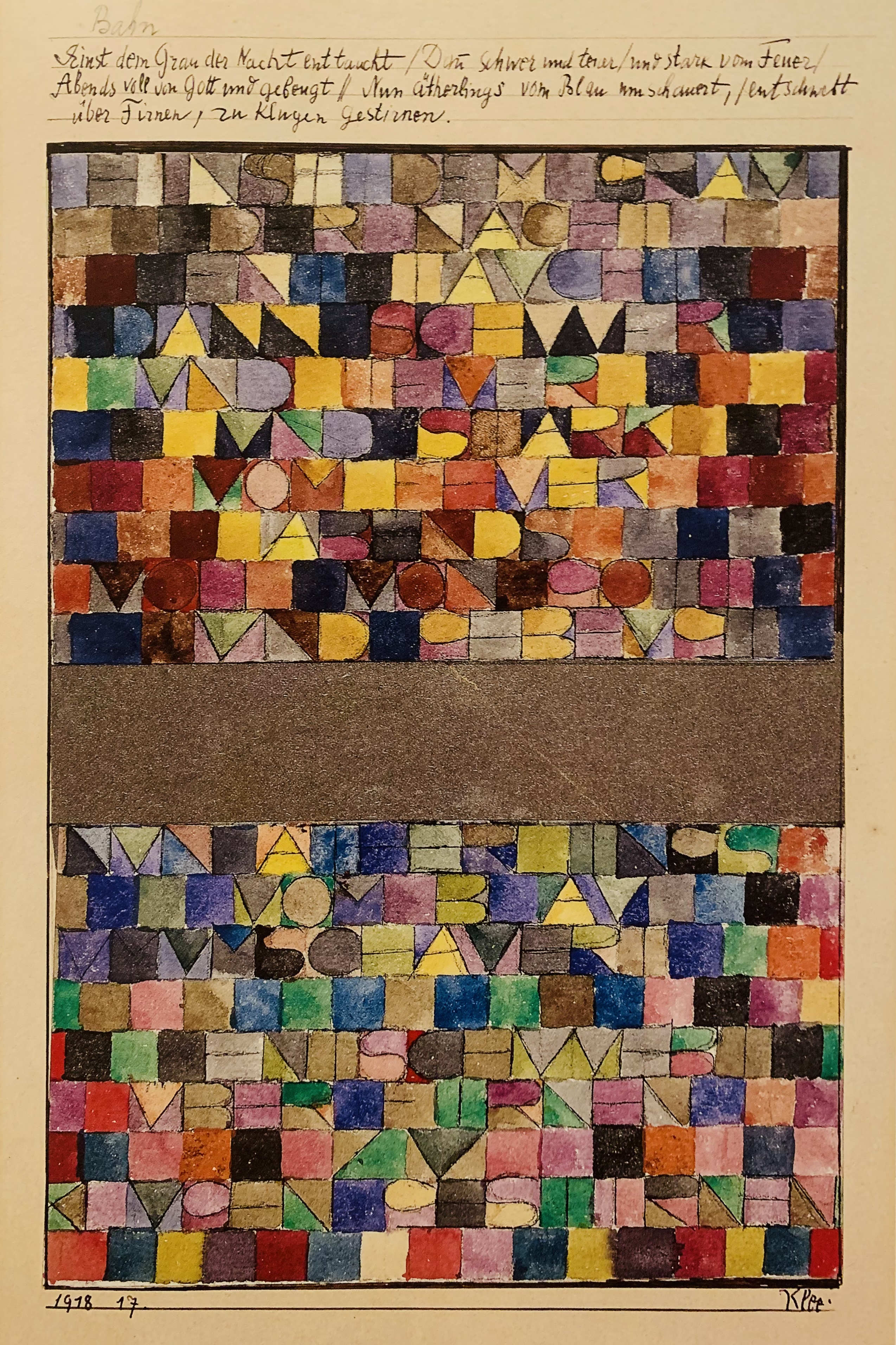
« Jadis surgi du gris de la nuit », 1918, 17.

En 1916, Klee a renoncé à l'abstraction et il s'est lancé dans l'illustration de poèmes chinois que lui a envoyés Lily. Il ne poursuivra pas cette expérience au-delà de quelques essais, dont le plus souvent montré est Jadis surgi du gris de la nuit, aquarelle, plume crayon sur papier, découpé et combiné avec du papier d'argent (22,6 × 15,8 cm).

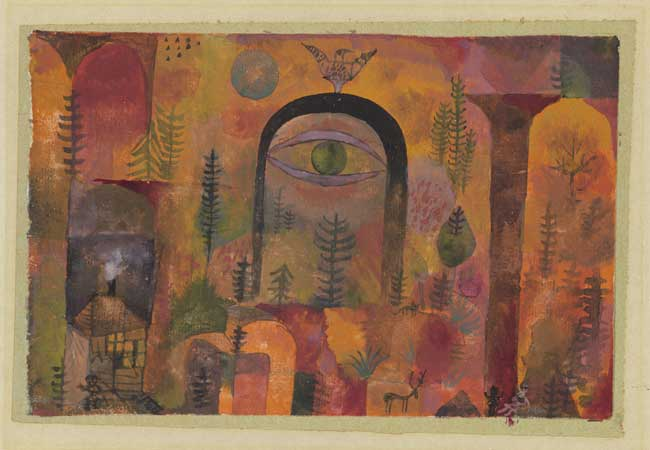
Avec l’aigle, 1918, 85.

À Gersthofen, en 1917, Klee a été marqué par le passage des avions. Le thème du vol et de l'aspiration à voler se retrouvera dans de nombreuses œuvres notamment Mythe des fleurs (1918), aquarelle sur fond de craie, gaze, papier journal, papier bronze argenté sur carton, ou Avec l'aigle (1918).

### La Révolution munichoise et le Bauhaus

Angelus novus (1920).

Le 7 novembre 1918, la république communiste est déclarée. En décembre, Klee demande à quitter le conseil de la révolution. Il est mis en congé et nommé secrétaire de la Nouvelle Sécession munichoise. Le gouvernement communiste approuve l'art moderne. Entre 1918 et 1919, le peintre s'engage alors en politique de l'art dans la révolution munichoise. En 1918, il a déjà rédigé une analyse théorique des lois de la forme picturale, qui est publiée dans l'anthologie de Kasimir Edschmid en 1920.
Cependant, Klee souhaite enseigner dans une école des beaux-arts de Berlin. Oskar Schlemmer essaie d'obtenir pour lui une nomination à Stuttgart, mais l'assemblée des enseignants se prononce contre lui. À partir de 1919, le peintre loue un atelier au petit château Suresnes de Schwabing. C'est là qu'il consacre son activité à de nombreux genres nouveaux : peinture à l'huile, aquarelle, pastels, dessins, sculpture. Début 1920, 160 de ses œuvres sont exposées chez Hans Goltz.
Le 11 avril 1919, Walter Gropius prend la direction du Bauhaus, un institut d'arts et métiers à Weimar. Une école supérieure de peinture y est créée à l'initiative d'Adolf Meyer, le 20 septembre 1920. Elle est installée dans le bâtiment du Bauhaus, ce qui déclenche un conflit avec les anciens professeurs (notamment Max Thedy). Trois professeurs opposants créent une nouvelle école supérieure des beaux-arts : la Staatlische Hochschule für Bildende Kunst, située à l'intérieur des bâtiments du Bauhaus, qui reste néanmoins successeur de l'ancienne école supérieure des beaux-arts.
Pour des questions économiques, l'existence de deux écoles supérieures des beaux-arts à Weimar est peu défendable. Elle entraîne la réduction du budget du Bauhaus par l'État et, par la suite, la fermeture du Bauhaus. Klee y est nommé le 1er décembre 1920, Schlemmer, le 1er janvier 1921. De 1921 à 1924, Klee enseigne dans la branche de la peinture sur verre, puis du tissage. Son enseignement marquera tout particulièrement une de ses élèves, la future directrice de l'atelier de tissage, Gunta Stölzl. Walter Gropius lui confie ensuite un cours de peinture en le nommant « maître », avec un atelier libre et un salaire très élevé. Klee s'installe à Weimar dans deux pièces du Bauhaus.
En collaboration avec Kandinsky, il donne des leçons régulières sur la forme et expose la première théorie systématique des moyens picturaux purs, qui conduit à une clarification exceptionnelle des possibilités contenues dans les procédés abstraits. Les notes de ses cours sont consignées et seront publiées sous le titre Contributions à la théorie de la forme picturale. En 1924, il donne une conférence à la Société des beaux-arts d'Iéna, dont le texte est transcrit dans sa Théorie de l'art moderne, publié à titre posthume en 1945.
Mais, depuis 1922, les conflits se sont multipliés entre les dirigeants du Bauhaus, notamment entre Johannes Itten et Gropius. Ce qui n'empêche pas Klee de continuer à produire, à exposer et à enseigner. Il publie entre autres « L'Étude de la nature », dans le recueil Le Bauhaus de Weimar.
Lorsque le Bauhaus déménage à Dessau-Roßlau, en 1925, la famille Klee s'installe dans une maison de la ville qu'elle partage avec Kandinsky. Cette même année, Klee expose de nouveau à la galerie Hans Goltz de Munich, mais aussi à la galerie Vavin-Raspail à Paris. Après avoir voyagé en France et en Italie, Paul Klee résilie son contrat avec le Bauhaus ; en 1931, il prend un poste à l'académie des beaux-arts de Düsseldorf où se trouvent déjà Campendonk, Oskar Moll et Alexander Zschokke. Une grande exposition est organisée à l'Union artistique de Düsseldorf avec plus de 250 œuvres de Klee.
En tant que musicien, Klee cherche à lier peinture et musique dans l'idée d'un « rythme pictural » qui germe alors qu'il enseigne au Bauhaus. Le peintre propose d'observer les mouvements d'un chef d'orchestre, le rythme régulier du corps créant des figures telles qu'on l'observe dans Rythme d'arbre en automne (1920), où Klee structure le tableau comme une partition musicale.  Ce lien entre peinture et musique sera particulièrement mis en valeur dans l'exposition Paul Klee Polyphonies au Musée de la musique de la Philharmonie de Paris. 

Polyphonie (1932).

Le peintre veut aussi lier sa peinture au rythme naturel en choisissant, comme exemple, celui des marées. L'eau imprime, à marée descendante, un dessin précis sur le sable. Klee s'inspire aussi du rythme du corps du nageur, du rythme des couleurs qui s'intègrent à une grille mesurée et rythmée : Jardin dans les roches (1925). Mais c'est à partir de 1930 que le peintre produit une série d'œuvres qu'il qualifie de « combinaison la plus valable de l'élément musical et de l'élément pictural ». Ces tableaux, qui ont une structure en échiquier, portent des titres comme : Rythme plus strict et plus libre (1930), couleur à la colle, papier sur carton (47 × 61,5 cm), ou Mesure individualisée des strates (1930), pastels liés à la colle, papier sur carton (46,8 × 34,8 cm).
La notion de rythme est une valeur plastique qui concerne autant les mouvements de l'homme que ceux de la nature ou de la musique.

### L'enseignement de Paul Klee

Une étoile se lève (1931), Fondation Beyeler (Riehen).

Selon Rainer K. Wick, qui tient ses informations d'Eugen Batz et de Kurt Kranz : « Klee était tout sauf un enseignant. » D'après ses anciens élèves, il semble que le fait d'enseigner lui coûte, ce qui n'empêche pas le peintre d'être un pédagogue de premier ordre. Une des raisons de son succès ne tient pas dans sa méthode, mais dans la richesse de sa pensée et la logique de son enseignement. En 1920, Paul Klee est invité par télégramme à rejoindre Gropius. Il commence son activité au début de 1921 dans cette école, la plus progressiste d’Allemagne, et la quitte dix ans plus tard. Assez peu engagé politiquement, Klee se tient en retrait de tout ce qui se passe quotidiennement au Bauhaus et des grands évènements sociaux et politiques de l'époque, à l'exception d'une conférence donnée à Iéna en 1924, où il souhaite que le « Bauhaus parte à la conquête du peuple » et d'une œuvre ouvertement anti-hitlérienne, une caricature de Hitler déformé : L'Habitué (1931), craie sur papier marouflé, carton avec tache de colle, Kunstmuseum (Berne).
Selon le peintre, l'art consiste à rendre visible une réalité autre que la réalité terrestre qu'il n'a pas pour rôle d'imiter. Il s'agit plutôt de créer un nouvel ordre cosmique transcendantal. Il conçoit l'art comme « un instrument avec lequel il est possible d'indiquer un chemin au-delà d'ici et du maintenant, […] et de dispenser du réconfort à l'homme et même de l'élever ».
Le peintre part de l'idée de l'artiste, image de Dieu, non seulement par sa force créatrice, mais aussi par son éloignement avec le terrestre, l'histoire et la société. Sa conception de la fonction de l'art et du rôle de l'artiste est développée dans une contribution à l'ouvrage collectif Conception créatrice, rédigé en 1918 et publié en 1920.
La nature est un élément essentiel pour le peintre, son dialogue avec elle reste une condition sine qua non, car « l'artiste est un homme, nature lui-même, et un morceau de nature dans l'espace de la nature ». Paul Klee réaffirme sans cesse que l'art est une allégorie de la création divine. Il préconise l'utilisation de peu de moyens pour rendre la nature, une réduction de moyens picturaux qui est la façon la plus simple d'aboutir à la relation entre art et nature.
Paul Klee pose comme principe de base le mouvement : l'acte de peindre implique le mouvement physique de l'artiste. Il ne définit pas seulement le mouvement comme facteur constitutif de la forme, mais aussi comme principe supérieur de l'existence, à valeur universelle. Le processus du devenir de la forme est le thème de ses deux premières leçons dans Contributions à la théorie de la forme picturale, paru en 1925.
Il est difficile de dire dans quelle mesure la réflexion théorique pour la préparation de ses cours a inspiré à l'artiste de nouvelles inventions. Cependant, durant son activité au Bauhaus, Klee conçoit théorie et pratique comme une seule et même chose.

### Dernières années

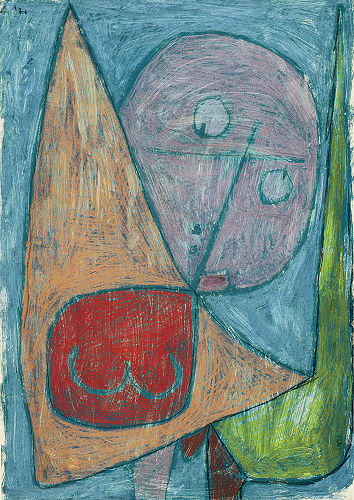
Ange terrestre (1939), Kunsthalle (Hambourg).

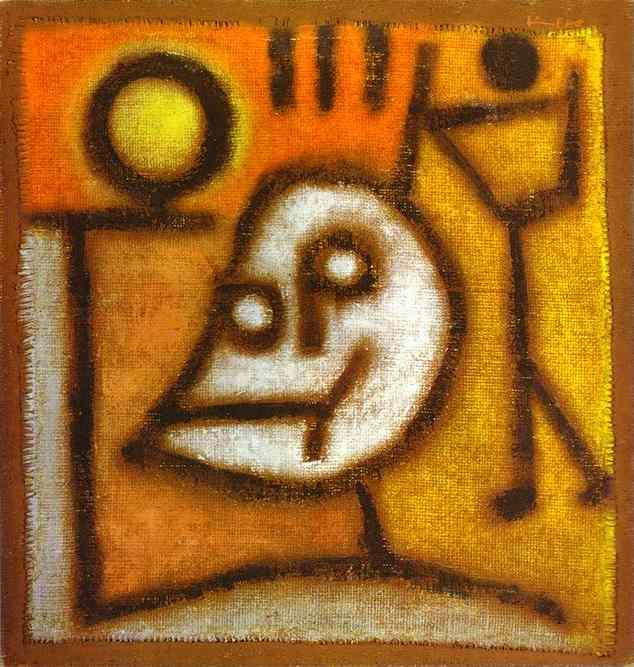
Mort et feu (1940), huile sur papier, Centre Paul-Klee (Berne).

L'ambiance en Allemagne change en 1932 : le Bauhaus de Dessau est fermé et transféré à Berlin ; les SA (sigle qu'on traduit généralement par « sections d'assaut ») perquisitionnent chez Paul Klee, il est violemment attaqué par les nationaux-socialistes et il est congédié fin avril de l'académie de Düsseldorf. En même temps, Alfred Hentzen de la galerie nationale de Berlin lui demande un « certificat d'aryanité » pour exposer ses tableaux, car il est considéré comme « juif galicien » lors de son licenciement.
Du 23 septembre au 18 octobre 1933, une exposition organisée à l'hôtel de ville de Dresde porte le titre d’Art dégénéré. Elle présente 207 œuvres, parmi lesquelles 17 tableaux de Paul Klee, qui est présenté comme un schizophrène, son tableau le plus représentatif, Autour du poisson (1926), tempera et huile (46 × 164 cm), Museum of Modern Art (New York), a déjà été ôté de la galerie nationale de Dresde. L'exposition qui est montrée jusqu'en 1937 dans diverses villes d'Allemagne (Nuremberg, Mayence, Coblence…) fait de Klee le précurseur le plus important de « l'art dégénéré », désigné à la vindicte populaire jusqu'en 1941.
Le peintre quitte l'Allemagne en décembre 1933, pour s'installer à Berne où habitent son père et sa sœur. La même année, le Bauhaus de Berlin est dissous. Mais en 1933, comme beaucoup d'autres qui combattent le système nazi, Klee garde malgré tout des illusions que Klaus Mann cite dans ses mémoires : « Ce spectre ne survivra pas longtemps. Quelques semaines, quelques mois peut-être, après quoi les Allemands reviendront à la raison et se débarrasseront de ce régime honteux. »
En octobre 1933, Klee, qui a conclu un contrat avec Daniel-Henry Kahnweiler, enregistre son catalogue raisonné qui comporte à cette date 420 œuvres. En 1940, le catalogue raisonné des œuvres de Klee, publié en anglais, comporte 9 600 œuvres comprenant dessins, gravures, aquarelles et peintures à l'huile[réf. souhaitée]. Depuis lors, beaucoup d'autres éléments s'y ajoutent, sont exposés et étudiés, notamment les travaux en trois dimensions : marionnettes et sculptures que Klee a intégrées dans son travail dès 1915.
Cependant, les œuvres de 1933, Rayé des listes ou encore Buste d'un enfant (aquarelle sur coton), traduisent bien l'amertume du peintre qui a non seulement perdu sa valeur d'artiste dans son pays, mais encore qui a « perdu l'Allemagne ». Les années suivantes, son travail traduit sa tristesse et sa solitude : L'Homme marqué (1935), huile et aquarelle. Il manque au peintre une intégration dans un ensemble plus vaste. La rétrospective de 1935 à la Kunsthalle de Berne ne lui permet pas de surmonter son isolement.
En 1935, Klee ressent les premiers effets d'une affection maligne de la peau, la sclérodermie. C'est une maladie rare soignée d'abord comme une rougeole, avant de la diagnostiquer plus précisément. La perspective de la mort paralyse l'artiste qui ne produit en 1936 que 25 œuvres. Mais il a un sursaut en 1937 et ajoute 264 œuvres à son catalogue, puis 489 en 1938 et enfin le nombre record de 1 253 en 1939, principalement des dessins. Le dermatologue et vénérologue Hans Suter fait un lien entre sa maladie et son influence sur ses dernières œuvres (production frénétique d'un solitaire exprimant dans ses peintures la souffrance sur des fonds très étudiés parsemés de traits noirs). Son style évolue, il s'oriente vers de plus grands formats : Insula dulcamara (1938), huile et couleur à la colle sur papier journal, atteint 88 × 176 cm,. Les œuvres de l'année 1939 traduisent l'angoisse de la mort comme le montrent les toiles Explosion de peur III et Cimetière.
En 1939, après avoir résidé cinq ans en Suisse, Klee demande sa naturalisation mais cette « formalité » s'avère complexe, d'autant plus que la Suisse avait aussi un parti-national socialiste qui assimilait l'art moderne à des idées politiques de gauche. Klee fait l'objet d'une surveillance sévère à cause des implications politiques et culturelles de son art. Le conservateur du Kunstmuseum de Berne est prié de faire une expertise. Klee est soumis à des interrogatoires consignés dans un rapport secret, où il est fait état de l'extravagance du peintre « qui pouvait mener à la folie » et que « les peintres suisses considèrent sa peinture comme une insulte à l'art véritable ». Il est noté également que, « dans un intérêt uniquement financier, l'art de Klee est encouragé par des marchands juifs ».

### Mort et postérité
Sa naturalisation lui est finalement accordée, mais trop tard, alors que le peintre est hospitalisé à Locarno, où il meurt le 29 juin,. Il restait dans son atelier, sur un chevalet, une grande toile qu'on a intitulée Nature morte ; Klee s'était fait photographier devant elle et ne l'avait pas signée. Cette œuvre porte aussi le nom de Sans titre, Nature Morte (1940), huile sur toile (100 × 80,5 cm), non signée, Centre Paul-Klee (Berne, Suisse). Ses cendres sont finalement inhumées en 1946, au cimetière de la Schosshalde de Berne.
On peut lire sur son épitaphe que son fils Félix fit graver :
Ici repose le peintre
Paul Klee,
né le 18 décembre 1879,
mort le 29 juin 1940.
Ici-bas je ne suis guère saisissable
car j'habite aussi bien chez les morts
que chez ceux qui ne sont pas nés encore,
un peu plus proche
de la création que de coutume,
bien loin d'en être jamais assez proche.
Soixante-cinq ans plus tard sera érigé, dans la ville de Berne, le musée consacré à l'œuvre de Klee. Il réunit la plus grande collection au monde de ses productions, le Zentrum Paul Klee. Ouvert en 2005, le musée regroupe près de la moitié de l'œuvre de l'artiste. Au total, 4 000 tableaux, aquarelles et dessins sont exposés par rotation, dans trois bâtiments en forme de vagues, conçus par Renzo Piano, près du cimetière où l'artiste repose. Un musée pour enfants et des salles de spectacle rappellent qu'il fut aussi musicien, poète et pédagogue.
Paul Klee laisse un immense héritage. Il a su exprimer le fait que le tableau doit être une chose organique en lui-même, comme sont organiques les plantes et les animaux, tout ce qui vit au monde et dans le monde. C'est là l'affirmation la plus importante de l'œuvre de Paul Klee, qui annonce par là la « peinture inobjective » de Robert Delaunay, dont il a commencé à appliquer les principes de rythme de couleur à partir de 1913. Il devance les surréalistes par ses visions, son goût du rêve, son abandon à l'irrationnel, et les abstraits par ses fonds musicaux qui ne sont que taches de couleur et suggestion de mélodie.

## Œuvres
Il n'y a pas, dans l'ensemble de l'œuvre de Klee, de « périodes » que l'on pourrait qualifier précisément, comme le remarque Antoni Tàpies : 

« Il y a peu de créateurs qui survolent les histoires de la modernité en dédaignant la succession des ismes […] Ainsi, Klee que nous voyons plonger totalement ses racines dans la tradition romantique et symboliste, est d'un autre côté toujours plus proche des avancées les plus récentes de la peinture. [Son œuvre est faite] d'allers et retours, de vagues qui fluent et refluent, ignorant l'anecdote, la circonstance et les « modes qui se démodent. »

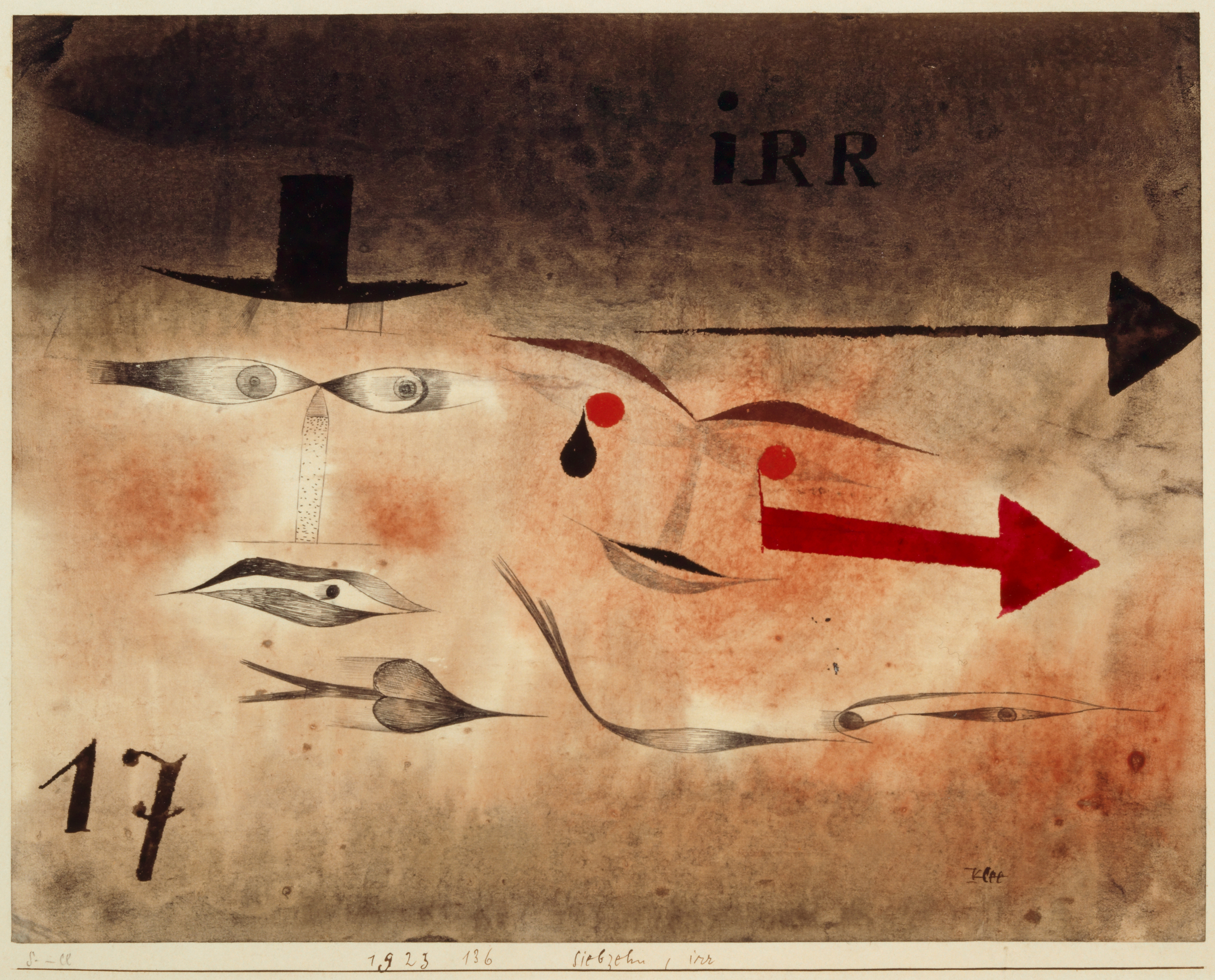

L’œuvre de Paul Klee exerça une certaine influence sur ses contemporains, notamment les surréalistes. Parmi eux, Joan Miró : « Klee m’a fait sentir qu’il y avait quelque chose d’autre, en toute expression plastique, que la peinture-peinture, qu’il fallait aller au-delà, pour atteindre des zones plus émouvantes et profondes. »
Très vite mal à l'aise dans les règles du Bauhaus qu'il trouve restrictives, Klee écrit dans Recherches exactes dans le domaine de l'art : « Nous construisons et construisons sans cesse, mais l'intuition continue d'être une bonne chose. »
En 1930, année où Klee accepte de prendre la direction de l'académie des beaux-arts de Düsseldorf, Hans-Friedrich Geist (de), enseignant dans un village de Saxe, lui demande comment maintenir l'esprit créatif de ses jeunes élèves. Klee répond : « […] Menez vos élèves vers la nature, laissez-les voir comment un bourgeon se forme, comment un arbre grandit […] La contemplation est une révélation, un aperçu de l'atelier de Dieu. Là-bas, dans la nature, repose le mystère de la création. » Une de ses peintures tardives porte d'ailleurs le titre de Contemplation, traduit en français par Recueillement (1938).

### La collection de Berne

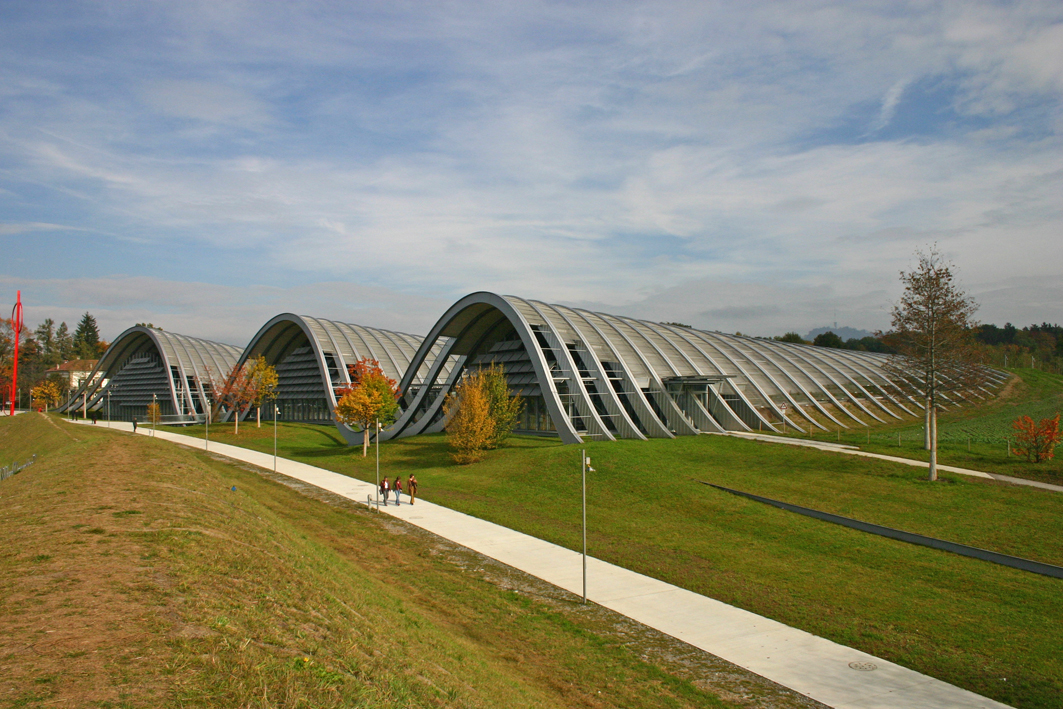
Centre Paul-Klee, Berne.

Cette collection a pu être réunie grâce aux dons des familles Klee et Müller : « Après le décès du docteur honoris causa Felix Klee, fils de Paul Klee, le petit-fils du peintre, Alexander Klee a fait savoir en 1992 que la famille de Paul Klee serait disposée à mettre à la disposition des organismes responsables d'un Musée Paul Klee, une grande partie des œuvres dont Felix avait hérité. » Cette donation comprenait 650 pièces destinées à la ville et au canton de Berne. À cela, en 1998, Alexander a ajouté 850 objets et des documents familiaux. Cette même année, la Fondation Paul-Klee annonce qu'elle mettra à la disposition du Zentrum tous les objets dont elle dispose, soit environ 2 600 objets, auxquels s'ajoutent des dons de collectionneurs privés (environ 150 pièces). Ceci explique pourquoi la plupart des ouvrages de référence utilisés pour le présent article citent la Fondation Paul-Klee, antérieure au Centre Paul-Klee, qui n'était pas encore construit à l'époque des publications. Les œuvres de la fondation ont ensuite été transférées en majorité au Centre Paul-Klee. Le nom d'origine du Centre Paul-Klee en allemand est : « Zentrum Paul Klee ». De nombreuses expositions y ont lieu comme le montre le site officiel du musée.
D'autre part, le docteur Maurice E. Müller, chirurgien orthopédiste et collectionneur, ainsi que son épouse, Martha Müller, ont fait également une large donation, à la condition que le musée soit installé dans le quartier Schöngrün de Berne, où se trouve la dernière demeure de Paul Klee. En tout, ce sont plus de 4 000 œuvres que ce nouveau musée comporte, soit environ 40 % des objets d'art créés par l'artiste.
L'œuvre de Paul Klee dans son ensemble est immense. Elle comporte 4 877 dessins, et près de 10 000 peintures. La sélection ci-dessous, forcément restrictive, est établie en fonction de l'accessibilité des œuvres au public.

### Dessins, lithographies, gravures

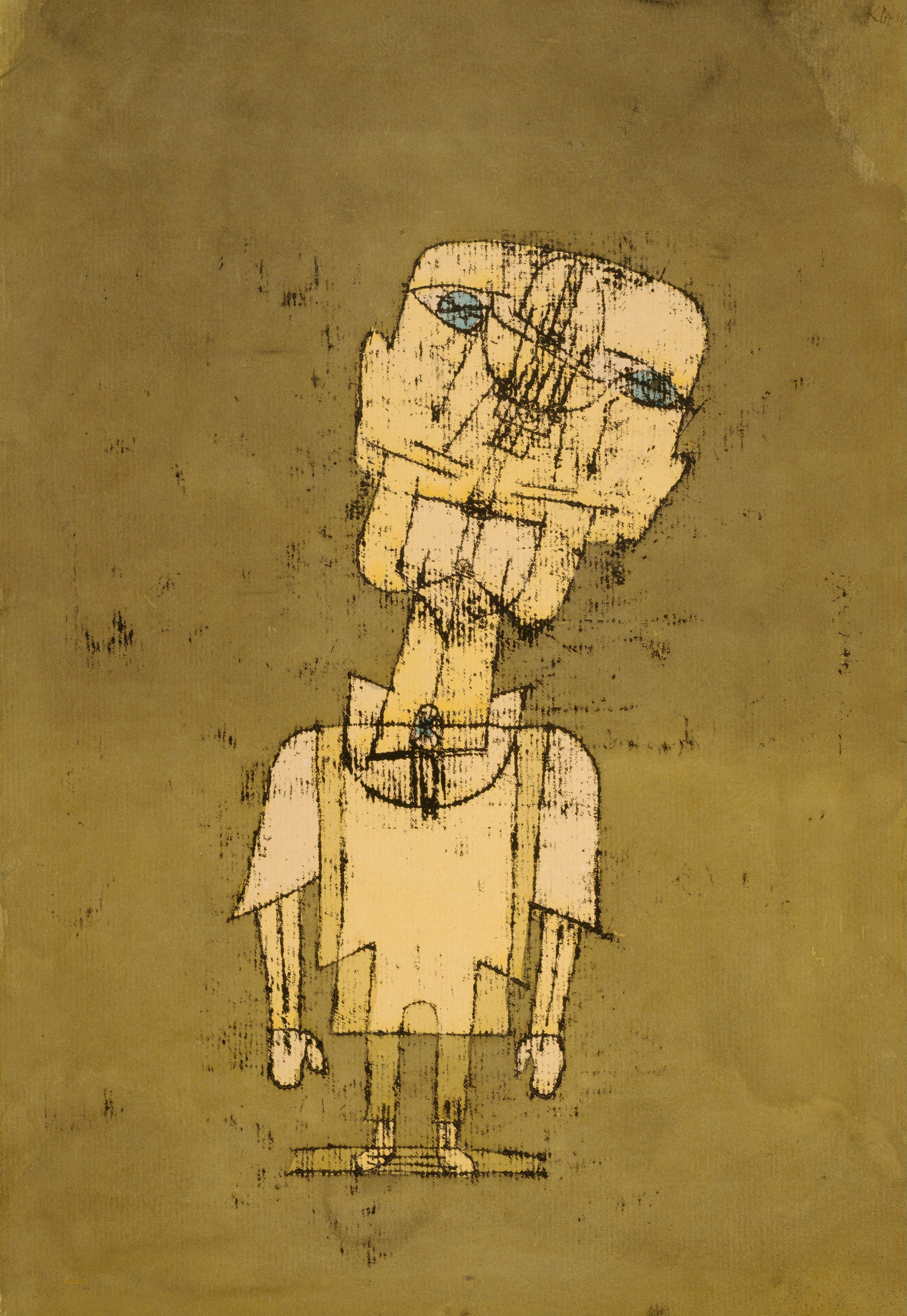
Fantome d'un génie, dessin (1922), galerie nationale d'Écosse.

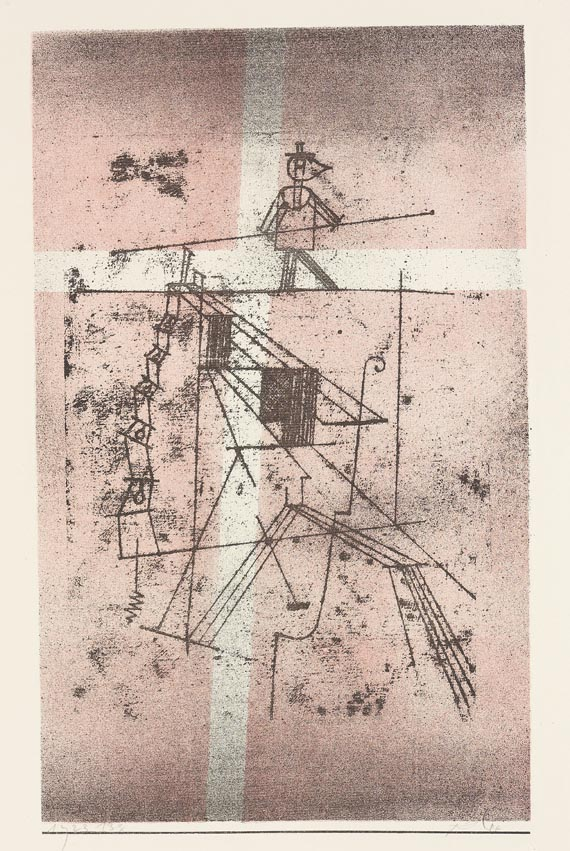
Funambule (1923), lithographie, musée de la Sarre (Sarrebruck).

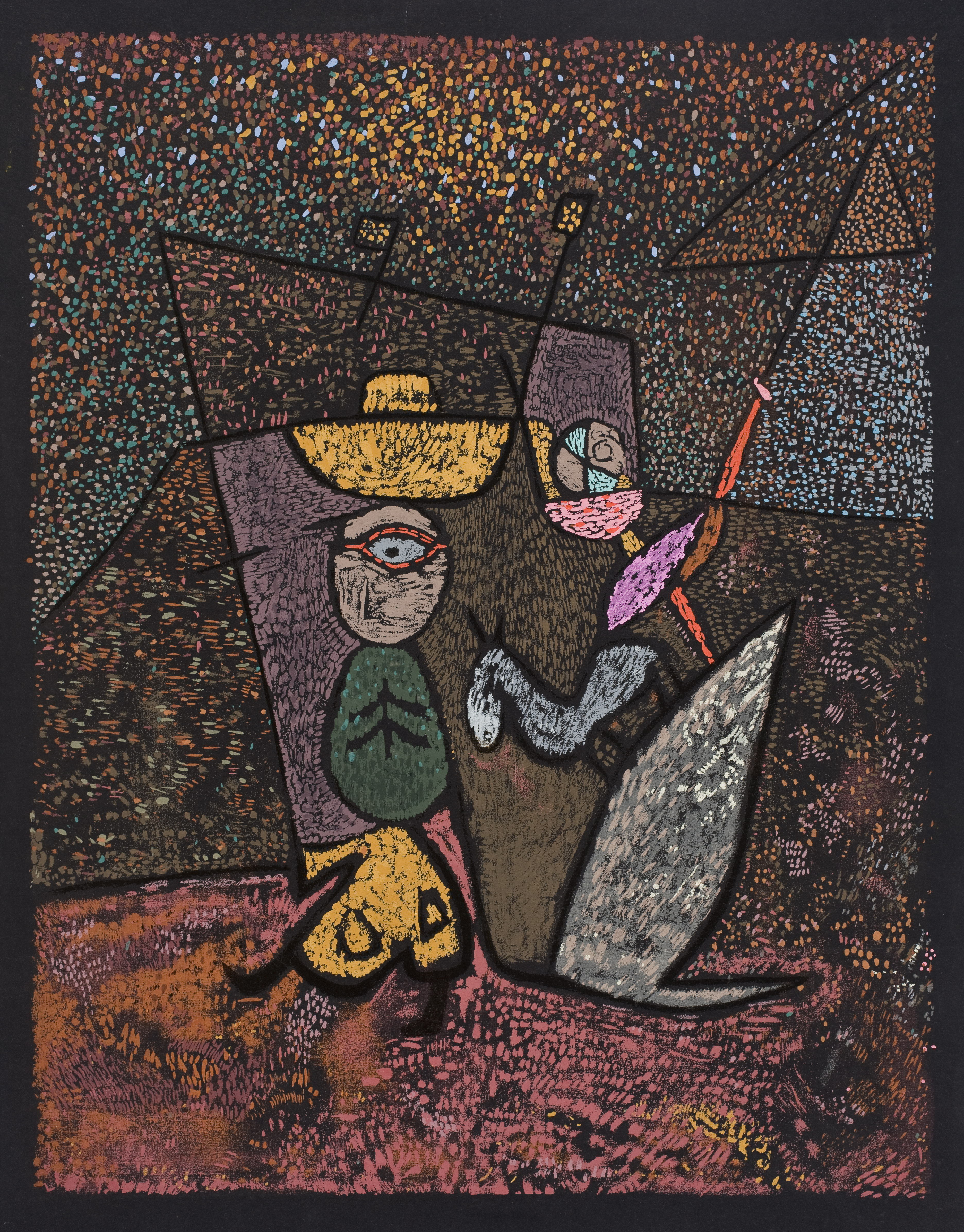
Le Cirque ambulant (vers 1940), musée d'art de São Paulo (São Paulo).

- Moi-même (1899), crayon sur papier sur carton (13,7 × 11,3 cm), Centre Paul-Klee (Berne)[82]
- Le Héros à l'aile (1905), eau-forte sur zinc (25,7 × 16 cm), Centre Paul-Klee (Berne)[5]
- Portrait de mon père (1906), lavis sous verre (32 × 29 cm), collection Felix Klee[7],[83]
- Coup d'œil sur une chambre à coucher (1908), aquarelle noire (37 × 23,9 cm)[84], cabinet des Estampes (Bâle)
- Jardin à l'abandon (1909), plume (23,5 × 21,5 cm)[85], cabinet des Estampes (Bâle)
- Caricature d'un meuble (1910), plume (22,5 × 26,3 cm), Fondation Paul-Klee (Berne)[86]
- Cavalier au galop (1911), plume et lavis (13 × 19,2 cm), Kunsthalle de Hambourg[87]
- Crucifère et pensée (1916), plume (23,7 × 15,5 cm), cabinet des Estampes (Bâle)[88]
- Cosmique révolutionnaire (1918), plume (25 × 22 cm), Fondation Paul-Klee (Berne)[89]
- Le Côté sublime (1923), lithographie en couleur montée sur carton (carte postale pour l'exposition du Bauhaus 14,3 × 7,5 cm), Kunstmuseum (Berne)[90]
- Funambule (1923), lithographie (44 × 27,9 cm), Saarland museum (Sarrebruck)[90]
- Le Scarabée (à Lily pour Noël) (1925), plume (29 × 24,6 cm), Fondation Paul-Klee (Berne)[91]
- Deux barques près du débarcadère (1926), crayon de couleur, papier marouflé sur carton (25,4 × 48,6 cm), Centre Paul-Klee (Berne)[92]
- Barques au port, crayon de couleur, plume et encre sur papier marouflé (11,7 × 24,9 cm), Centre Paul-Klee (Berne)[92]
- Cabanes (1929), plume (31,4 × 24,2 cm), collection Felix Klee (Berne)[93]
- Grand-père orientable (1930), tire-ligne (60,2 × 46,2 cm), Fondation Paul-Klee (Berne)[94]
- Honte (1933), dessin au pinceau (47,2 × 62,6 cm), Fondation Paul-Klee (Berne)[95]
- Fragments du pays d'autrefois (1937), fusain et colle (65 × 47 cm), Kunstsammlung Nordrhein-Westfalen, collection de l'état fédéral de Rhénanie-du-Nord-Westphalie (Düsseldorf)[96].
- Au parc des enfers (1939), mine de plomb (20,9 × 27 cm, 20,9 × 27 cm, 29,7 × 20,9 cm, 29,7 × 20,9 cm), Fondation Paul-Klee[97]. Quatre dessins différents portent ce même titre, ils sont tous au Centre Paul-Klee.
- Dame à l'écart (1940), couleur noire à la colle (41,6 × 29,6 cm), Museum of Modern Art (New York)[98]
- Mésaventure d'un parapluie (1940), couleur noire à la colle (21 × 29,5 cm), Fondation Beyeler (Bâle)

### Peintures

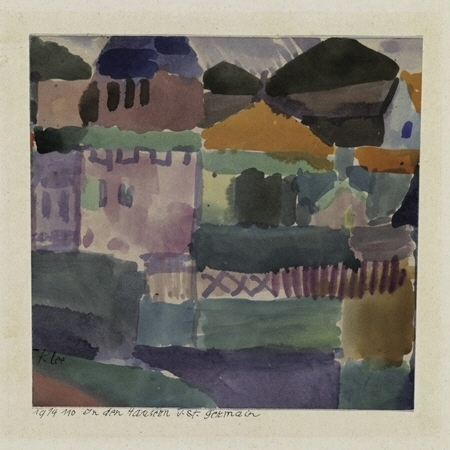
Dans les maisons de Saint-Germain (Tunis) (1914), Centre Paul-Klee (Berne).

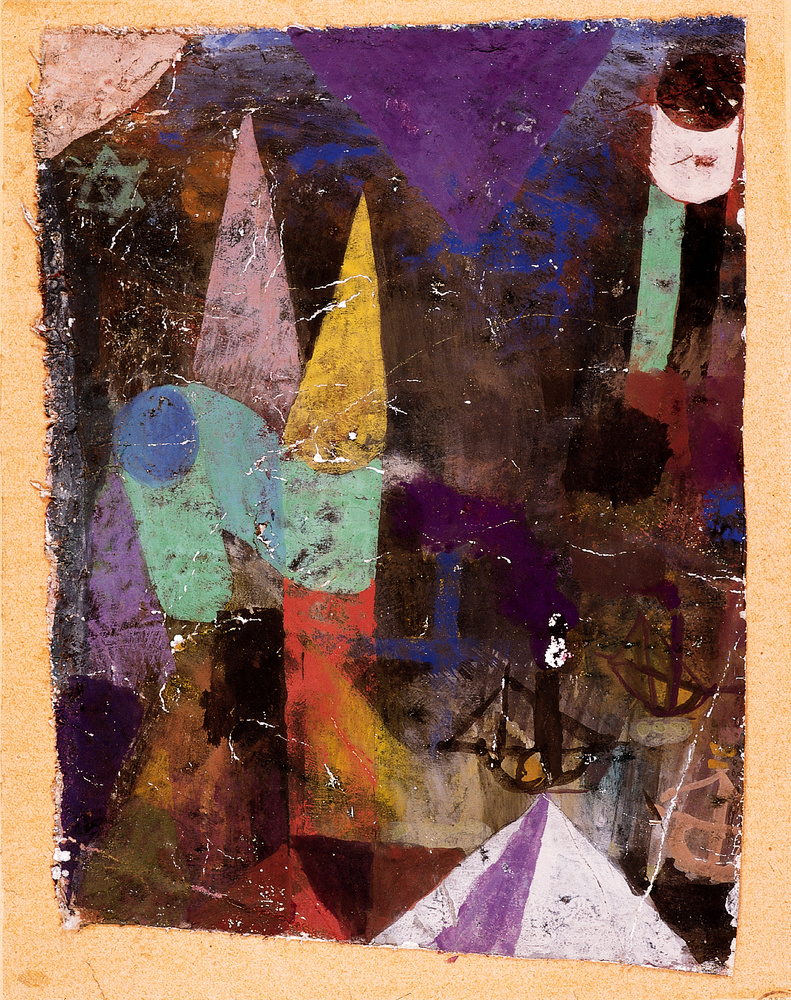
Nocturne d'un port (1917), Musée d'art moderne et contemporain (Strasbourg).

L'homme est la bouche du seigneur (1918), Musée d'art moderne et contemporain (Strasbourg).

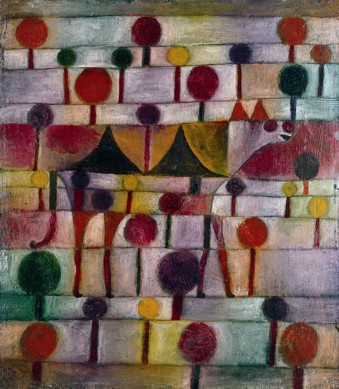
Chameaux dans un paysage rythmé d'arbres (1920), Kunstsammlung Nordrhein-Westfalen (Düsseldorf).

La Machine à gazouiller (1922), MoMA (New York).

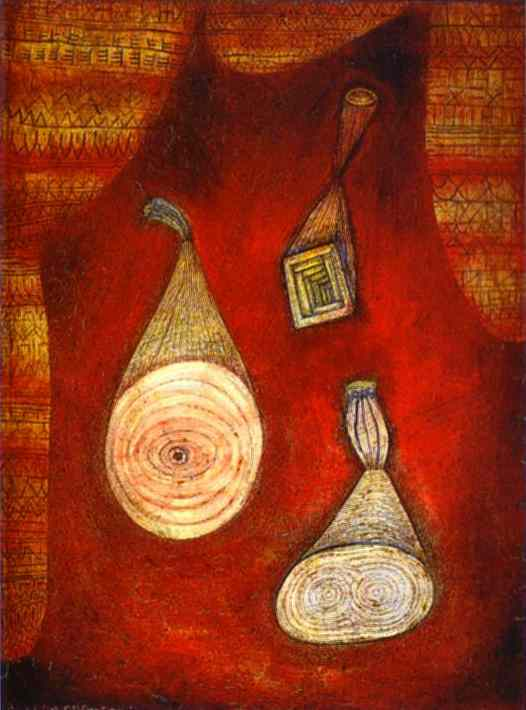
Attrapes (1927), Musée Thyssen-Bornemisza (Madrid).

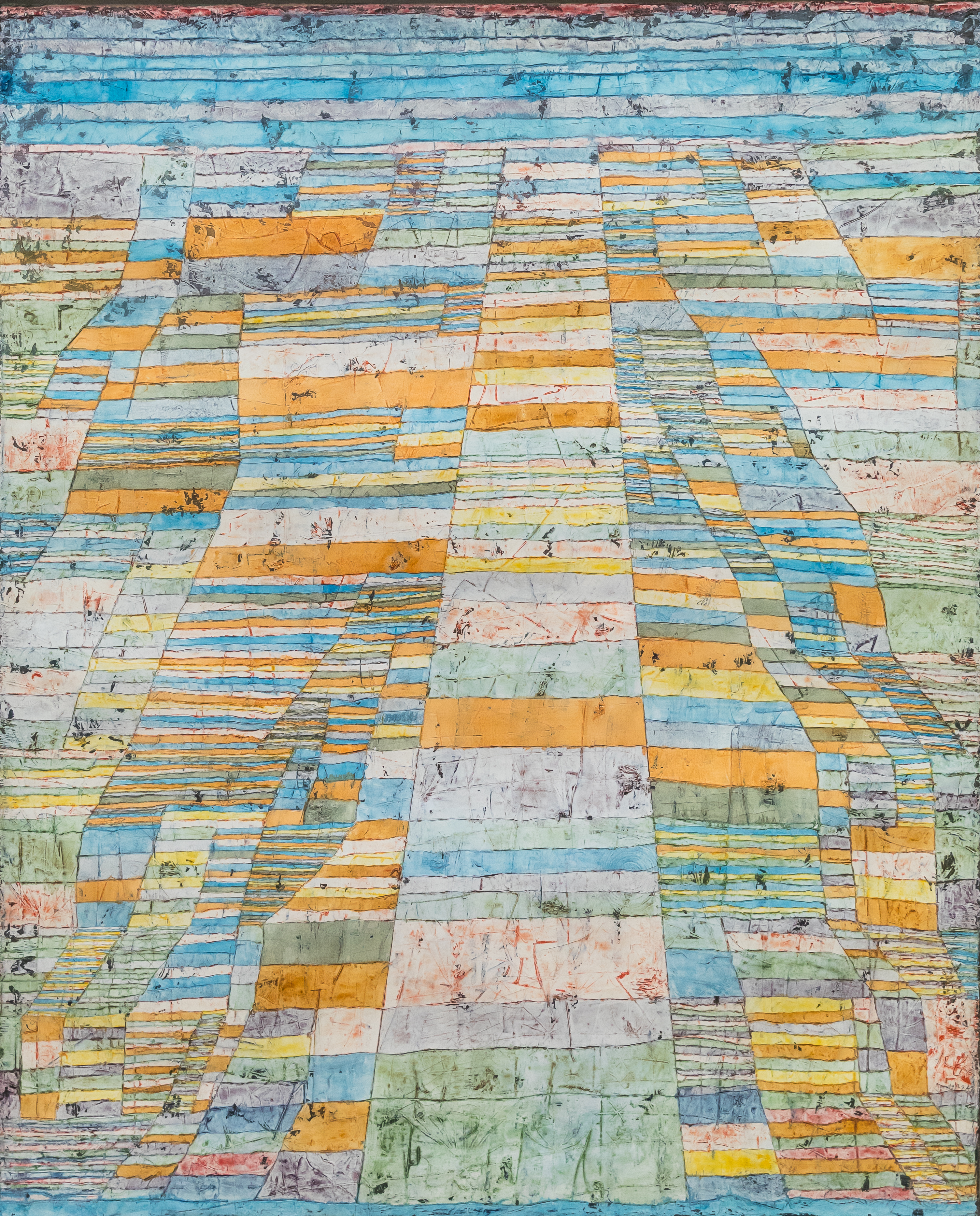
Chemin principal et chemins latéraux (1929), Musée Ludwig (Cologne).

Recueillement (1938), Fondation Beyeler (Bâle).

- Portrait d'enfant (1908), aquarelle sur papier, verso aquarelle (29,9 × 24,2 cm), Centre Paul-Klee (Berne)[99]
- Dans les maisons de Saint-Germain (Tunis) (1914), aquarelle, papier monté sur carton (15,5 × 16,1 cm), Centre Paul-Klee (Berne)[100]
- Maisons rouges et jaunes à Tunis (1914), aquarelle et crayon, papier monté sur carton (21,1 × 28,1 cm), Centre Paul-Klee (Berne)[101]
- Coupoles rouges et blanches (1914), aquarelle et gouache, papier marouflé sur carton (14,6 × 13,7 cm), Kunstsammlung Nordrhein-Westfalen (Düsseldorf)[102]
- Dans le Désert (1914), aquarelle sur papier.
- Lever de lune sur Saint-Germain (1915), aquarelle et crayon, papier monté sur carton (18,4 × 17,2 cm), Musée Folkwang (Essen)[103]
- Carrière (1915), aquarelle et crayon sur papier carton (18,4 × 17,2 cm), Centre Paul-Klee (Berne)[104]
- Triangle brun tirant vers l'angle droit (1915), aquarelle et craie sur papier Ingres monté sur carton (21,4 × 13,3 cm), Kunstsammlung Nordrhein-Westfalen (Düsseldorf)[105]
- Cacodémoniaque (1916), aquarelle sur fond de plâtre, coton sur carton (18,5 × 25,5 cm), Centre Paul-Klee (Berne)[106]
- L'homme est la bouche du Seigneur (1918), plume et aquarelle sur papier (24 × 16,5 cm), Musée d'art moderne de Strasbourg[107]. Le tableau est également intitulé L'être humain est la bouche du Seigneur (1918) et décrit avec une plus grande précision : plume, encre et aquarelle, papier marouflé sur carton, en bas : filet à la plume et encre, dessin au verso (21 × 14,5 cm), Musée d'Art moderne et contemporain de Strasbourg[108]
- Miniature à la lettre E (1916-1918), plume, encre et aquarelle, papier marouflé sur carton (12,5 × 7 cm), Musée d'art moderne et contemporain de Strasbourg[109]
- Avertissement aux bateaux (1917), plume et aquarelle (18,8 × 14,2 cm), Staatsgalerie (Stuttgart) (Stuttgart)[110]
- Ab ovo (1917), aquarelle sur fond de craie sur gaze, papier, papier marron, carton (14,9 × 26,6 cm), Kunstmuseum (Berne), Centre Paul-Klee (Berne)[27]
- Nocturne d'un port (1917), aquarelle et gouache sur toile de lin apprêtée au plâtre, papier marouflé sur carton (21 × 15,5 cm), Musée d'art moderne et contemporain de Strasbourg[111]
- Jadis surgi du gris de la nuit (1918), aquarelle, plume et crayon sur papier découpé et combiné avec du papier d'argent, pourtour à la plume sur carton (20,2 × 24,6 cm), Kunstmuseum (Berne), Centre Paul-Klee (Berne)[110],[112]
- Mythe des fleurs (1918), aquarelle sur fond de craie, gaze, papier journal, papier bronze argenté sur carton (29 × 15,8 cm), Sprengel Museum Hannover (Hanovre)[31]
- Château fort au soleil couchant (1918) aquarelle, plume et encre sur papier, toile de lin apprêtée au plâtre sur papier, bordures à l'aquarelle et à la plume et encre, marouflé sur carton (18,5 × 27,8 cm), Musée Berggruen (Berlin)[113]
- Dittl San (1918), aquarelle, plume et encre, crayon, papier marouflé sur carton, en haut et en bas, bandes de papier satiné appliquées, dessin au verso (26 × 16,5 cm), Musée d'art moderne et contemporain de Strasbourg[114]
- Avec l'aigle (1918), aquarelle sur fond de craie sur papier, papier glacé, carton (17,3 × 25,6 cm)[29]
- Paysage englouti (1918), aquarelle, gouache, plume et encre sur papier marouflé ; en haut et en bas : bordures sur papier satiné ajoutées (17,8 × 16,3 cm), musée Folkwang (Essen)[115]
- Composition cosmique (1919), huile sur carton (48 × 41 cm), Kunstmuseum de Düsseldorf[24]
- Villa R (1919), huile sur carton (26,5 × 22,4 cm), Kunstmuseum (Bâle)[116]
- Angelus novus (1920), aquarelle (31,8 × 24,2 cm), Musée d'Israël (Jérusalem).
- Fleur tropicale (1920), huile et crayon, papier collé sur carton (26 × 28,8 cm), Kunstmuseum (Berne)[100],[117]
- Sorcier de magie noire (1920), décalque à l'huile et aquarelle sur papier apprêté à la craie, marouflé sur carton (37,3 × 25,7 cm), musée Berggruen (Berlin)[118]
- Tête avec barbe noire de style germanique (1920), huile et plume, papier sur bois, cloué sur cadre de bois (32,5 × 28,5 cm), collection de l'état fédéral de Rhénanie-du-Nord-Westphalie (Düsseldorf)[33]
- Jardin d'un temple (1920), aquarelle sur papier (21 × 27 cm)[119], Metropolitan Museum of Art (New York), acheté en 1987 à la galerie Berggruen
- Roseraie (1920), huile sur carton (49 × 42,5 cm)[120], Fondation Beyeler (Bâle)
- Trois fleurs (1920), huile sur carton apprêté, verso peint à l'huile (19,5 × 15 cm), Centre Paul-Klee (Berne)[121]
- Senecio (1922), huile sur toile marouflée sur bois (40,5 × 38 cm), Kunstmuseum (Bâle)[122]
- Équilibre chancelant (1922), aquarelle et crayon sur papier, bordures à l'aquarelle, plume et encre, marouflé sur carton (31,4 × 15,7 cm), Kunstmuseum (Bâle)[123]
- Petit tableau de sapin (1922), huile, étoffe de coton marouflé sur carton (31,8 × 20,4 cm), Kunstmuseum (Bâle)[124]
- Tableau commémoratif d'une excursion (1922), plume et encre, huile et aquarelle sur papier coupé et recomposé, bordures à la gouache, marouflé sur carton (33,7 × 19,1 cm), Kunsthalle de Hambourg[125]
- Séparation, le soir (1922), aquarelle et crayon sur papier, en haut et en bas, bordures à l'aquarelle et à la plume et encre, marouflé sur carton (33,5 × 23,2 cm), Centre Paul-Klee (Berne)[126]
- Lieu visé (1922), plume, crayon, et aquarelle, papier sur carton, bordure supérieure et inférieure à l'aquarelle et à la plume sur carton (30,7 × 23,1 cm), Centre Paul-Klee (Berne)[127]
- La Maison à la flèche volante (1922), aquarelle et huile sur papier (30,7 × 23,1 cm), Kunstmuseum/Centre Paul-Klee (Berne)[128]
- La Machine à gazouiller (1922), calque à l'aquarelle, papier sur carton pourtour à l'aquarelle et à la plume (41 × 30,5 cm), Museum of Modern Art (New York)[129]
- Ballon rouge (1922), huile sur gaze apprêtée à la craie (31,8 × 31,1 cm), Musée Solomon R. Guggenheim (New York)
- Village dans la verdure (1922), huile sur carton (45 × 50 cm), collection Beyeler (Berne)[130]
- Architecture picturale en jaune et dégradé de violet (1922), huile sur toile (37,9 × 42,9 cm), Yale University Art Gallery (New Haven, Connecticut)[131]
- Île engloutie (1923), aquarelle, plume gouache et encre sur papier, en haut et en bas : bordures de papier satiné, ajouté sur carton (47 × 63 cm), Lille Métropole Musée d'art moderne, d'art contemporain et d'art brut[132]
- Harmonie de quadrilatères en rouge, jaune, bleu, blanc et noir (1923), huile sur fond noir sur carton, cadre original (69,7 × 50,6 cm), Centre Paul-Klee (Berne)[133]
- Avant l'éclair (1923), aquarelle et crayon sur papier, en haut et en bas : bordures à la gouache et à la plume, encre en dessous, deuxième bordure à l'aquarelle et à la plume et encre, papier marouflé sur carton (28 × 31,5 cm), Fondation Beyeler[134]
- Le Funambule (1923), calque à l'huile, crayon, et aquarelle sur papier carton, bordure supérieure à la plume (48,7 × 32,2 cm), Centre Paul-Klee (Berne)[135]
- Architecture picturale en rouge, jaune et bleu (1923), huile sur carton apprêté en noir, cadre d'origine (44,3 × 34 cm), Centre Paul-Klee (Berne)[136]
- Parterre multicolore (1923), huile sur carton (33,7 × 25,8 cm), Kunsthaus de Zurich[137]
- Mémoire centrifuge (1923), aquarelle et craie sur papier journal (14,7 × 441,7 cm), musée Rosengart (Lucerne)[138]
- Peinture murale (1925), aquarelle et détrempe sur fond de couleur à la colle, sur mousseline sur papier, pourtour à la gouache et à la plume, bordure inférieure à l'aquarelle et à la plume, autres bordures au pinceau et à la plume, sur carton (25,4 × 55 cm), Centre Paul-Klee (Berne)[139]
- Jardin aux oiseaux (1924), aquarelle sur détrempe brune, papier journal, en haut et en bas : bordures à la gouache et au crayon, marouflé sur carton (27 × 39 cm), Pinacothèque d'art moderne (Munich)[140]
- Monsieur Perlecochon (1925), pochoir aquarelle peinte en partie au pistolet sur papier japon (51,5 × 35,5 cm), Kunstsammlung Nordrhein-Westfalen (Düsseldorf)[141]
- Le Poisson d'or (1925), huile sur aquarelle sur papier sur carton (49,6 × 69,2 cm), Kunsthalle de Hambourg[142]
- Figure le soir, gouache sur papier (38 × 61 cm), acquisition de Jean Masurel en 1952, donation Geneviève et Jean Masurel[143],[l]. Lille Métropole Musée d'art moderne, d'art contemporain et d'art brut Villeneuve-d'Ascq (France)[144]
- Jardin d'agrément oriental (1925), huile sur carton (40 × 52 cm), Metropolitan Museum of Art (New York)[141]
- Reconstruction (1926), huile sur toile enduite de mastic, montée sur contreplaqué (36,3 × 39,3 cm), Kunstsammlung Nordrhein-Westfalen (Düsseldorf)[145]
- Prince noir (1927), huile et détrempe sur fond d'huile sur toile, cadre original (33 × 29 cm), collection de l'état fédéral de Rhénanie-du-Nord-Westphalie (Düsseldorf)[146]
- Éclair multicolore (1927), huile sur toile, châssis à coins (50 × 34,2 cm), collection de l'état fédéral de Rhénanie-du-Nord-Westphalie[147]
- Attrapes (1927), huile sur carton (56 × 42,5 cm)[148], Musée Thyssen-Bornemisza (Madrid)
- Constructif-impressif (1927), huile, carton cloué sur baguettes de bois (58 × 44 cm), Kunstmuseum (Berne)[149]
- Harmonie de la flore nordique (1927), huile sur carton apprêté à la craie cloué, contreplaqué, cadre d'origine (41 × 66,5 cm), Centre Paul-Klee (Berne)[150]
- Bateaux après la tempête (1927), craie sur papier avec points de colle, marouflé sur carton (20,9 × 33,1 cm), Centre Paul-Klee (Berne)[151]
- Formes dures au mouvement (1927), craie sur papier avec points de colle, marouflé sur carton (20,9 × 33,1 cm), Centre Paul-Klee (Berne)[151]
- Bateaux à voile (1927), craie et aquarelle sur papier marouflé sur carton (22,8 × 30,2 cm), Centre Paul-Klee (Berne)[152]
- Menace et fuite (1927), plume, encre et aquarelle, éclaboussures sur papier, en haut et bas, bordures à la plume et au pinceau marouflé sur carton (48 × 31 cm), Centre Paul-Klee (Berne)[153]
- Elle mugit, nous jouons (1928), huile sur toile sur châssis à coins, cadre original (43 × 56,5 cm), Centre Paul-Klee (Berne)[154]
- Architecture picturale (1928), huile sur carton apprêté en noir, cadre d'origine (44,3 × 34 cm), Centre Paul-Klee (Berne)[131]
- Étude, 1928, collage et craie sur papier, en haut et en bas bordures à la gouache et craie, marouflé sur carton (40,2 × 41 cm), Centre Paul-Klee (Berne)[155]
- Champs arpentés (1929), aquarelle et crayon sur papier marouflé sur carton (30 × 45,8 cm), Centre Paul-Klee (Berne)[156]
- Chemin principal et chemins latéraux (1929), huile sur toile, châssis à coins (83,7 × 67,5 cm), Musée Ludwig (Cologne)[157]
- Jeunes plantations (1929), huile et incisions sur panneau de bois (49 × 41 cm), The Phillips Collection (Washington)[158]
- Musique exotique (1930), aquarelle, plume, crayon, papier Ingres monté sur carton (47 × 62 cm), Kunstsammlung Nordrhein-Westfalen (Düsseldorf)[159]
- Planche de couleur sur gris majeur (1930), détrempe au pastel, papier marouflé sur carton (37,7 × 30,4 cm), Kunstmuseum (Bâle)[160]
- Rhythmisches (1930), huile sur toile de jute (69,6 × 50,5 cm), Musée national d'Art moderne (Paris)
- Arbres en octobre (1931), huile sur papier (35,7 × 46,9 cm), Kunstmuseum (Berne)[159], [161]
- Rythmé, plus strict et plus libre (1930), couleur à la colle, papier sur carton (47,5 × 61,5 cm), Lenbachhaus (Munich)[43]
- Mesure individualisée des strates (1930), pastels liés à la colle, papier sur carton (46,8 × 34,8 cm), Centre Paul-Klee (Berne)[44],[162]
- Danseuse (1932), huile sur toile (66 × 56 cm), Galerie Bayeler (Bâle)[163]
- Jardin après l'orage (1932), huile sur toile (75 × 106 cm), collection de l'état fédéral de Rhénanie-du-Nord-Westphalie (Düsseldorf), Kunstsammlung Nordrhein-Westfalen (Düsseldorf)[164]
- La Dispute (Klee) (1930), huile sur toile de jute (71 × 55,5 cm), collection Felix Klee[165]. Une autre toile, intitulée La Dispute (Klee), a été réalisée par le peintre en 1929 : c'est une huile sur toile de 67 × 67 cm actuellement conservée au Centre Paul-Klee de Berne[166]
- Le jardin du château (1931), huile sur toile (67.2 x 54.9 cm), Museum of Modern Art (New York). Sidney and Harriet Janis Collection Fund)[167]
- Végétal-Analytique (1932), aquarelle, toile apprêtée au plâtre marouflé sur carton (53,8 × 22,9 cm), Kunstmuseum (Bâle)[168]
- Fortification (1932), aquarelle, papier marouflé sur carton (23,9 × 27,2 cm), Centre Paul-Klee (Berne)[169]
- Couleurs vues de loin (1932-1933), huile sur carton (48,5 × 43,1 cm), Musée d'Israël (Jérusalem)[159]
- Chanson arabe (1932), gouache sur toile de jute (91,4 × 51 cm), The Phillips Collection (Washington)[159]
- Rayé de la liste (1933), huile, papier sur carton (31,5 × 24 cm), Centre Paul-Klee (Berne)[170]
- Masque brisé (1934), fusain et aquarelle, éclaboussures, papier marouflé sur carton (16 × 20,3 cm), Centre Paul-Klee (Berne)[169]
- Dynamique d'une tête (1934), huile sur toile (65,5 × 50,5 cm), Musée d'art contemporain Goulandrís (Athènes)[171]
- Port et voiliers (1937), huile sur toile (80 × 60 cm), Centre national d'art et de culture Georges-Pompidou (Paris)[172]
- Musicien (1937), aquarelle sur fond de craie et de colle, carton plié, pourtour à la couleur et colle, crayon (27,8 × 20,3 cm), Centre Paul-Klee (Berne)[173]
- Légende du Nil (1937), pastels, coton sur couleur à la colle, jute sur châssis à coins (69 × 61 cm)[174], Kunstmuseum de Berne, Fondation Hermann et Margrit Rupf[175]
- Joyaux (1937), pastel sur coton blanc (51,5 × 72 cm), Kunstsammlung Nordrhein-Westfalen (Düsseldorf)[176]
- Recueillement (1938), couleurs à la colle sur toile de jute (47,2 × 65,8 cm), Galerie Bayeler (Bâle)[177]
- Veste rouge (1938), couleurs à la colle sur toile de jute et bandes de coton montées sur bois (65 × 43 cm), collection de l'état fédéral de Rhénanie-du-Nord-Westphalie (Düsseldorf), Kunstsammlung Nordrhein-Westfalen (Düsseldorf)[178]
- Danses sous l'emprise de la peur (1938)[179], aquarelle, papier sur carton (48 × 31 cm), Centre Paul-Klee (Berne)[180]
- Le Gris et la Côte (1938), couleur à la colle, jute sur deuxième jute, châssis à coins (105 × 71 cm), Centre Paul-Klee (Berne)[181]
- Dangers (1938), huile sur toile montée sur carton (28 × 59,2 cm), Kunstsammlung Nordrhein-Westfalen (Düsseldorf)[182]
- Explosion de peur III (1939), aquarelle, apprêt sur papier sur carton (63,5 × 48,1 cm), Centre Paul-Klee (Berne)[183]
- Exubérance (1939), huile et couleur à la colle, papier journal sur jute, châssis à coins, cadre original carton (101 × 130 cm), Centre Paul-Klee (Berne)[184]
- Fleurs de pierre (1939), huile sur carton (49,6 × 39,8 cm), musée Rosengart (Lucerne)[185]
- Bâtard (1939), peinture à la colle et à tempera sur toile de jute (60 × 70 cm), Kunstmuseum (Berne)[186]
- Double (1940), couleur à la colle, papier sur carton (52,4 × 34,6 cm), Centre Paul-Klee (Berne)[187]
- Tout le monde court après (1940), couleur à la colle, papier sur carton (32 × 42,4 cm), Centre Paul-Klee (Berne)[188]
- Captif (1940), huile sur toile de jute marouflée sur toile (55 × 50 cm), Fondation Beyeler (Bâle)[107]

### Sculptures et marionnettes
« C’est un fait que nous sommes vraiment deux fous de théâtre. Tout ce qui évoque des planches et des décors saisit profondément mon âme »

— Paul Klee
Sur un total de près de 10 000 œuvres, les réalisations de Paul Klee en trois dimensions sont peu nombreuses. Certaines ne sont même pas inscrites à son catalogue et relèvent ainsi plus de l’ordre du privé. Il a cependant expérimenté la sculpture et a aussi fabriqué toute une série de marionnettes. 
Entre 1915-1916 et 1925, Paul Klee fabrique une série de marionnettes pour son fils Félix. Pour Christian Geelhaar (de) « ce sont les plus originales des trouvailles que l’artiste fait « par jeu ». Certaines s'inspirent directement de personnages traditionnels ou représentent son entourage voire lui-même,. 
Lors de fêtes aux Bauhaus, Félix les utilise pour ses sketches, parodiant ainsi la vie l’école. Selon Félix Klee, « leur nombre augmenta jusqu’à atteindre la cinquantaine en 1925. Klee prenait manifestement un plaisir toujours renouvelé à l'élaboration de ce joyeux petit théâtre. » Plusieurs ont depuis disparu et trente sont conservées au Zentrum Paul Klee ; très fragiles, elles ont été reproduites.
- Sans titre (Poète couronné), 1919.
- Sans titre (Autoportrait), 1922.
- Sans titre (Fantôme d'épouvantail), 1923.
- Sans titre (Spectre électrique), 1923.
- Sans titre (Clown aux larges oreilles), 1925.
- Sans titre (Esprit de la boîte d'allumettes), 1925[195]

### Écrits
« Ecrire et dessiner sont identiques en leur fond. »

— Paul Klee, Théorie de l’art moderne

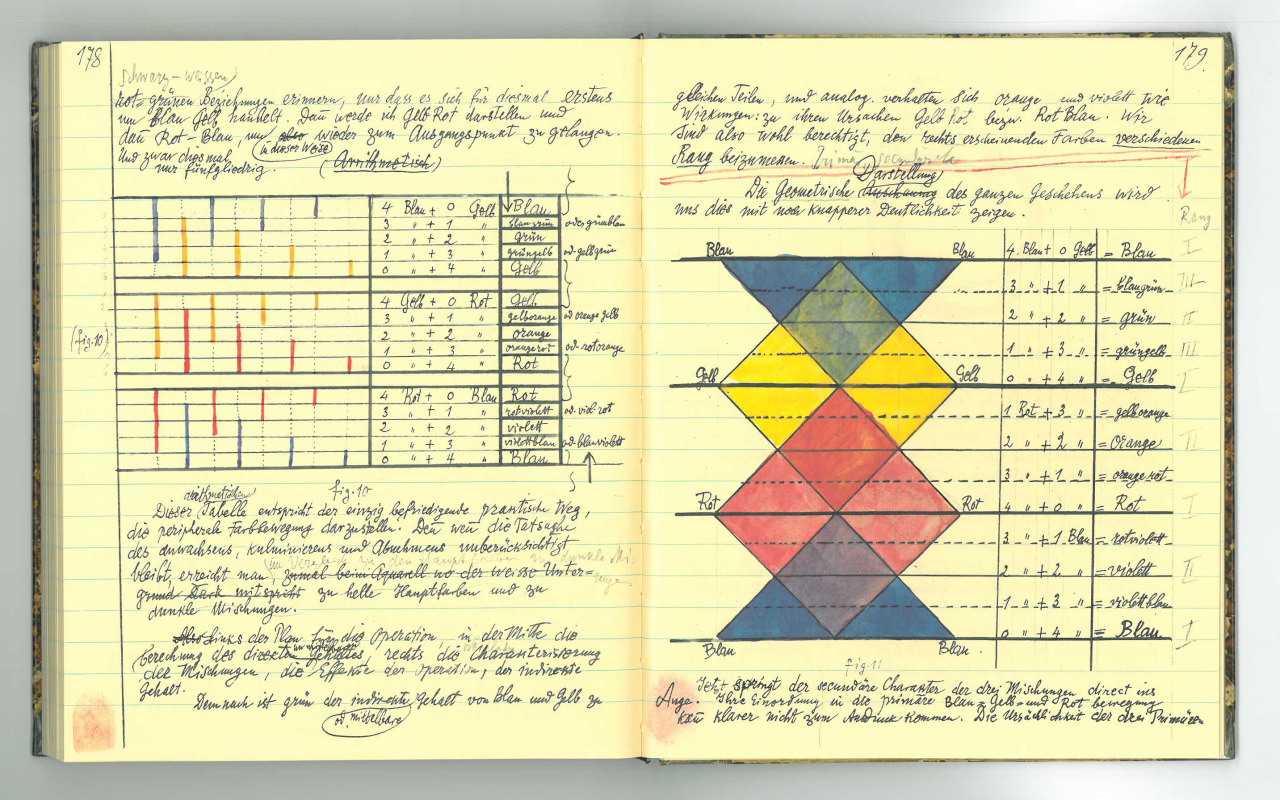
, Cours 11 (19.12.1922).

Signature de Klee.

Les écrits et la correspondance de Paul Klee publiés en français sont :
- Journal, 1959, trad. Pierre Klossowski

- Théorie de l'art moderne, 1964, trad. Pierre-Henri Gonthier

- Ecrits sur l’art
  - La pensée créatrice, 1973, trad. Sylvie Girardrecueillis et annotés par Jürg Spiller
  - Histoire naturelle infinie, 1977, trad. Sylvie Girardrecueillis et annotés par Jürg Spiller

- Cours du Bauhaus : contributions à la théorie de la forme picturale, 2004, trad. Claude Riehl

- Correspondances
  - Lettres d’Italie, 1901-1902, 2002, trad. Anne-Sophie Petit-Emptaz
  - Lettres de l’époque du Bauhaus, 1920-1930, 2004, trad. Anne-Sophie Petit-Emptaz
  - Le temps des inventions. Lettres, 1903-1905, 2005, trad. Anne-Sophie Petit-Emptaz

- Paroles sans raison, 2022, trad. Pierre Alferi

## Musées
- Centre Paul-Klee à Berne, conçu par Renzo Piano
- Fondation Beyeler, Bâle
- Kunstmuseum (Bâle)
- Kunsthaus de Zurich
- Musée Berggruen, face à l'ancienne résidence du roi de Prusse, Charlottenbourg à Berlin, (Allemagne), conçu par Heinz Berggruen.
- Musée Folkwang, Essen
- Kunsthalle de Hambourg
- Musée Ludwig, Cologne
- Sprengel Museum Hannover, Hanovre
- Musée d'Art moderne et contemporain de Strasbourg
- Centre national d'art et de culture Georges-Pompidou, Paris
- Lille Métropole - musée d'Art moderne, d'Art contemporain et d'Art brut
- Museum of Modern Art, New York
- Musée Solomon R. Guggenheim, New York
- Metropolitan Museum of Art, New York
- The Phillips Collection, Washington

## Expositions
- Paul Klee, polyphonies, du 18 octobre 2011 au 15 janvier 2012, Musée de la musique, Paris.
- Paul Klee, l'ironie à l'œuvre, du 6 avril 2016 au 1er août 2016, Galerie 2, Centre Pompidou, Paris.
- Paul Klee, entre-mondes, du 19 novembre 2021 au 27 février 2022, Le LaM, Villeneuve-d'Ascq.

## Créations autour du peintre et de ses œuvres
- 1958 : film Paul Klee ou la genèse de René Micha, 25 minutes
- 2013 : pièce de théâtre Avez-vous l'œil qui broute ? (autour des œuvres de Paul Klee), mise en scène Régis Moulu, Cie du Chercheur d'arbres, théâtre de Saint-Maur-des-Fossés
- 2021 : récit poétique Paul Klee jusqu'au fond de l'avenir de Stéphane Lambert aux éditions Arléa  (ISBN 9782363082732)

## Honneurs
- (10543) Klee, un astéroïde de la ceinture principale, est nommé en son honneur[198].

### Bibliographie

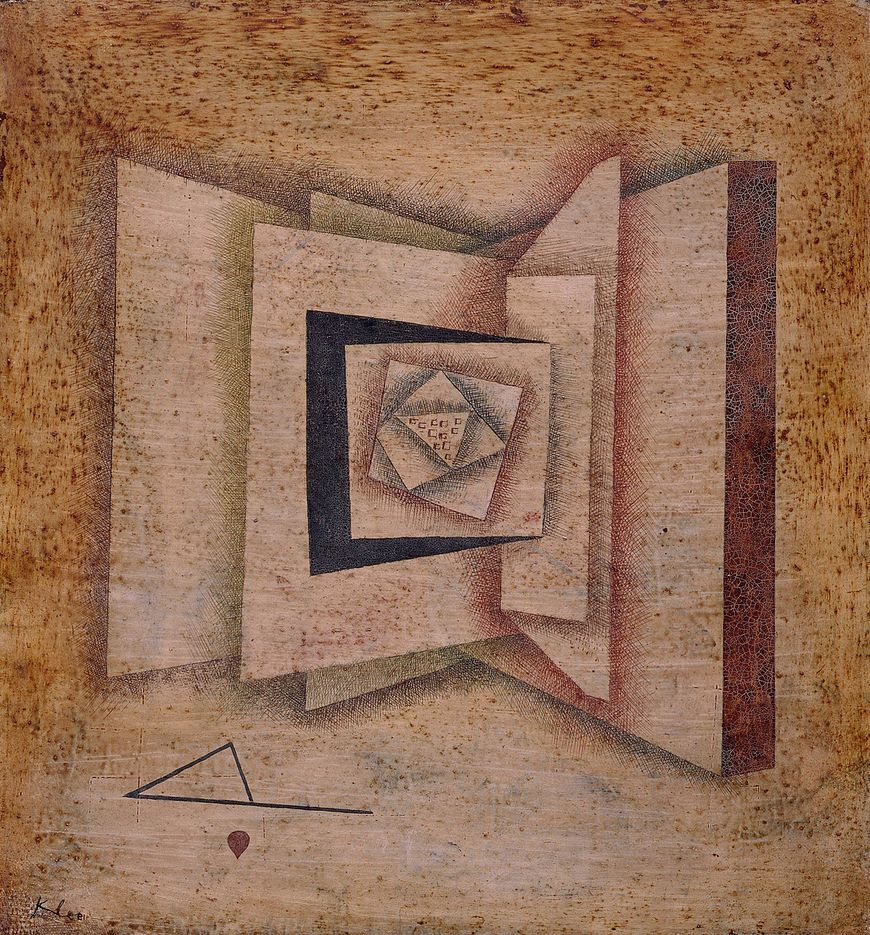
Livre ouvert (1930).